# تشانغ زيتيان
杀多个非法先发辱骂信息法官zh:2025年伊朗伊斯兰教法法官遇刺案浪费粮食的苍蝇微众银行病毒侮辱犯罪
据冯青青的大学同学林森向冯天良介绍，他曾记得2015年学校一个社团组织过类似活动"21岁女孩陷网贷后自杀"续：闪银将主动联系警方协查徐加金（江苏沭阳人）
女儿去世后，冯远开始频繁接到银行信用卡中心、网贷公司的电话，有催债人员骂他南京分析仪器厂技术科科长，南京市公安局苍蝇
参与中共猎狐贴恐吓信 中国公民被判囚16个月
https://www.epochtimes.com/gb/25/1/23/n14420173.htm
陈军因充当中共的非法代理人，并密谋打压美国的法轮功学员而被判刑

تشانغ زيتيان (بالصينية: 章泽天) (وبالصينية: 章 泽 天؛ من مواليد 18 نوفمبر 1993)، والمعروفة أيضا باسم نانسي، هي سيدة أعمال صينية ومستثمرة. اكتسبت شهرة واسعة بسبب صورتها وهي تشرب الشاي بالحليب، ولُقّبت ب «أخت شاي الحليب». تزوجت زيتيان في وقت لاحق من ليو تشيانغ دونغ، وأصبحت مستثمرة في العديد من الشركات. وقد أدرجت في قوائم المليارديرات الصينيات من قبل كل من مجلة نيو فورشن ومجلة فوربس.

## حياتها المهنية
اكتسبت تشانغ شهرة مبدئية عندما نُشرت صورة لها وهي تحمل كوبًا من الشاي بالحليب على الإنترنت. أدى ذلك إلى حصولها على لقب «أخت شاي الحليب». ظهرت تشانغ في فيديو ترويجي يدعم الألعاب الأولمبية الصيفية للشباب 2014 في نانجينغ، لكنها رفضت عرضًا للظهور في فيلم للمخرج زانغ ييمو.
بعد أن التحقت تشانغ بجامعة تسينغ - هوا، أمضت تشانغ سنة تبادل في كلية بارنارد، وكلية الفنون الحرة في مدينة نيويورك. التقت تشانغ أثناء وجودها في الولايات المتحدة بليو تشيانغ دونغ للمرة الأولى، أثناء دراسته في جامعة كولومبيا حيث ذكرا أنهم في البداية كانا يدرسلن فقط معًا، ثم تزوجا في سيدني في عام 2015 بعد مواعدته لثلاث سنوات. وفي مارس 2016، أنجبت تشانغ ابنة.
عندما نشرت مجلة نيو فورشن قائمة أغنى 500 شخص بالصين في مايو 2017 ، كانت تشانغ أصغر امرأة في القائمة. تم تقدير قيمة صافي ثروة تشانغ في عام 2015 بمبلغ 8.2 مليار دولار أمريكي وفقًا لمجلة فوربس. تتشارك تشانغ وزوجها ليو في العديد من الاستثمارات، بما في ذلك شركات مثل أوبر تشاينا، وحصة تبلغ 17.3 ٪ من شركة تغذية الوليد والرضيع Bubs Australia عبر شركة تشانغ الاستثمارية. تستخدم تشانغ وسائل التواصل الاجتماعي للترويج للشركات التي تتعامل معها، والتي تتضمن حساب إنستغرام و 1.3 مليون متابع على سينا ويبو.